# Eigentliche Opossummäuse
Die Eigentlichen Opossummäuse oder Mausopossums (Caenolestes) sind eine Beutelsäugergattung aus der Familie der Mausopossums (Caenolestidae).
Die Gattung umfasst fünf Arten, die in den Andenregionen im nordwestlichen Südamerika leben.

## Beschreibung
Die Tiere ähneln in ihrem Äußeren den Spitzmäusen, mit denen sie aber nicht verwandt sind. Ihre Schnauze ist langgestreckt, die Augen sind klein, die Ohren sind hingegen groß und ragen aus dem Fell heraus. Ihr langes, weiches Fell erweckt einen zotteligen Eindruck, es ist an der Oberseite braun oder schwarz gefärbt, die Unterseite ist heller. Die kurzen Beine enden in jeweils fünf Zehen. Bei den Vorderpfoten haben die äußeren zwei Zehen Krallen, die inneren drei Nägel, an den Hinterpfoten haben alle Zehen mit Ausnahme der innersten Krallen. Der unbehaarte Schwanz ist ebenso lang wie der Körper. Eigentliche Opossummäuse erreichen eine Kopf-Rumpf-Länge von 9 bis 14 Zentimetern und ein Gewicht von 16 bis 40 Gramm, wobei Männchen deutlich schwerer werden als Weibchen. Wie andere Arten der Familie der Mausopossums haben auch die Vertreter dieser Gattung für Beutelsäuger ungewöhnliche Lippenklappen, die wahrscheinlich dafür sorgen, dass die Tiere nicht ungewollt Erde in das Maul bekommen.
| 4 | · | 1 | · | 3 | · | 4 | = 42 |
| 3 | · | 1 | · | 3 | · | 4 | = 42 |

Ebenso wie die anderen Arten der Mausopossums besitzen auch die Arten der Eigentlichen Opossummäuse ein für die Familie typisches Gebiss mit vergrößerten unteren mittleren Schneidezähnen, die nach vorn ragen, sowie der reduzierten Anzahl an Schneidezähnen im Vergleich zu anderen Beutelsäugern. Die Arten der Gattung besitzen vier Schneidezähne (Incisivi), einen Eckzahn (Caninus), drei Prämolaren (Praemolares) und zwei Mahlzähne (Molares) in einer Oberkieferhälfte, im Unterkiefer besitzen sie einen Schneidezahn weniger pro Hälfte. Insgesamt besitzen die Tiere entsprechend 46 Zähne.
Wie andere Beuteltiere haben auch die Mausopossums zwei Uteri und zwei Vaginae, zudem wird angenommen, dass die Anzahl der Eierstöcke der Anzahl der Zitzen entspricht (anders als bei den Opossums). Die Arten der Eigentlichen Opossummäuse besitzen keine Bauchtasche (Beutel); sie haben jedoch vier Zitzen, von denen sich je zwei an den Bauchseiten am Hinterleib befinden.

## Lebensweise
Lebensraum dieser Tiere sind Gebirgswälder und -wiesen in 1500 bis 4000 Meter Seehöhe. Sie bevorzugen kühle, feuchte Habitate mit ausreichend Pflanzenwuchs. Sie sind nachtaktive Bodenbewohner, die sich hauptsächlich am Boden aufhalten, aber im Bedarfsfall auch gut klettern können. Zum schnellen Vorwärtskommen legen sie Tunnels oder Trampelpfade im dichten Unterholz an.
Eigentliche Opossummäuse sind vorwiegend Fleischfresser, ihre Nahrung besteht aus Insekten und deren Larven, aus Würmern sowie aus kleinen Wirbeltieren.

## Fortpflanzung
Weibliche Tiere haben vier Zitzen, aber keinen Beutel. Die Paarungszeit liegt im Sommer, die Wurfgröße wird auf ein bis sechs Jungtiere geschätzt. Diese verbringen ihre ersten Lebenswochen an der Zitze der Mutter hängend, lediglich durch das Fell geschützt.

## Bedrohung
Eigentliche Mausopossums sind scheue, wenig bekannte Tiere. Aufgrund ihres unzugänglichen Verbreitungsgebietes gibt es auch keine genauen Daten zur Gefährdung, man vermutet aber, dass sie eher häufig sind. Keine der Arten wird als gefährdet oder bedroht gelistet.

## Die Arten

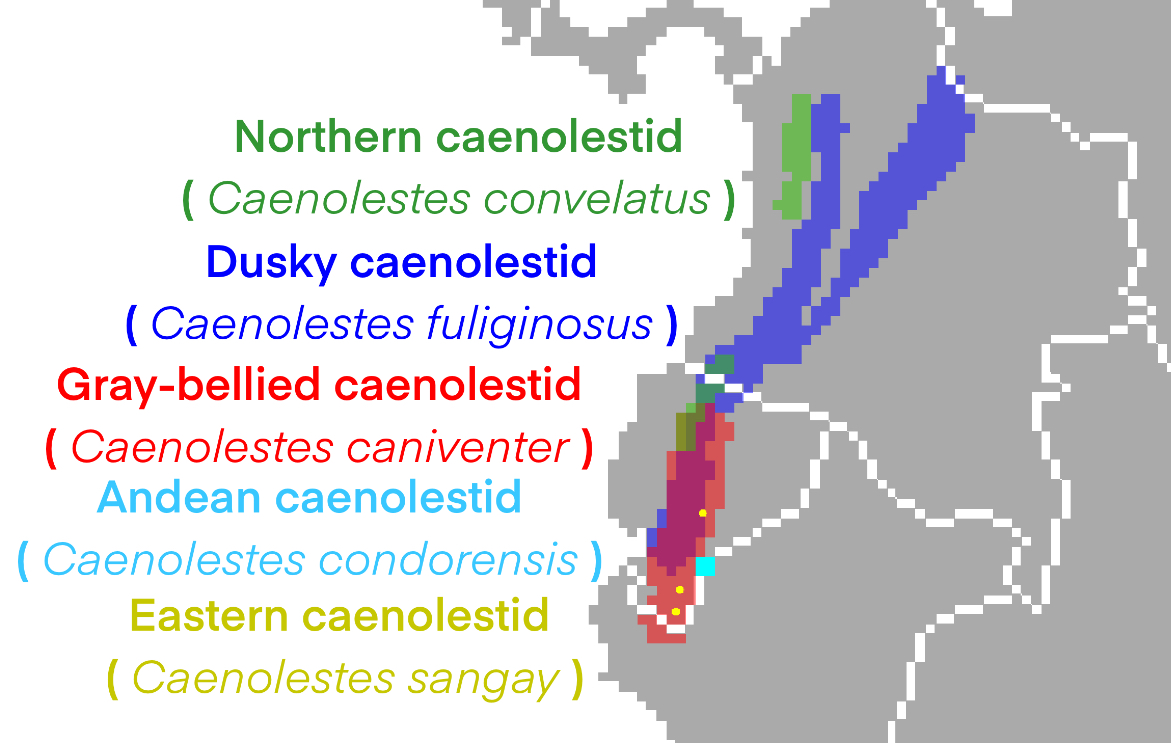
Die Verbreitungsgebiete der Eigentlichen Opossummäuse

Die Gattung enthält insgesamt fünf Arten, wobei eine Art erst 2013 erstbeschrieben wurde:.
- Die Graubäuchige Opossummaus (Caenolestes caniventer) lebt im südlichen Ecuador und dem nördlichen Peru.
- Die Anden-Opossummaus (Caenolestes condorensis) ist nur von einem kleinen Gebiet im südlichen Ecuador bekannt.
- Die Dunkle Opossummaus (Caenolestes convelatus) ist im westlichen Kolumbien und im nördlichen Ecuador beheimatet.
- Die Ecuador-Opossummaus (Caenolestes fuliginosus) ist die bekannteste der fünf Arten. Sie ist in Ecuador, im nördlichen und westlichen Kolumbien sowie im westlichen Venezuela verbreitet.
- Die Sangay-Opossummaus (Caenolestes sangay) wurde erst im Dezember 2013 beschrieben und ist nur vom östlichen Andenabhang in Ecuador bekannt.[2]

## Belege
1. 1 2 3  Leila Siciliano: Caenolestes fuliginosus, silky shrew opossum. im Animal Diversity Net. Abgerufen am 29. Dezember 2013.
2. 1 2   Reed Ojala-Barbour, C. Miguel Pinto, Jorge Brito M., Luis Albuja V., Thomas E. Lee, Jr. and Bruce D. Patterson. 2013. A New Species of Shrew-Opossum (Paucituberculata: Caenolestidae) with A Phylogeny of Extant caenolestids. Journal of Mammalogy. 94 (5): 967–982.  doi:10.1644/13-MAMM-A-018.1